# Henry Spira
Henry Spira, född 10 juni 1927 i Antwerpen, död 12 september 1998 i New York, var en amerikansk djurrättsaktivist. Han var en framträdande aktivist för djurens rättigheter och arbetade mycket för att försöka få stopp på användandet av djur inom experiment.
Spira var född i Antwerpen, Belgien, i en judisk familj. Familjen flydde när andra världskriget bröt ut till Amerika undan nazismen.